# La Blue Girl
La Blue Girl es una serie en seis volúmenes de manga del género hentai, obra de Toshio Maeda. La serie de manga ha sido adaptada a una serie de anime de 14 episodios, a una serie de televisión en imagen real y a tres películas.

## Sinopsis
Hace siglos, el clan ninja Miroku hizo un pacto con las fuerzas del inframundo, como consecuencia de siglos de lucha entre los clanes rivales. Ahora, después de más de 600 años de paz, los denizens del inframundo están a punto de tener un nuevo jefe. Se confía entonces a la aprendiz ninja Kunoichi, de 18 años, Miko Mido, los asuntos de la familia: asegurarse de que los demonios hambrientos de sexo permanezcan alejados de la humanidad («¿qué es lo que debe hacer un ninja? ¡Luchar con todas las técnicas de lucha y magia sexual que pueda reunir!»). En el transcurso de la historia, Miko Mido se enfrentará con enemigos humanos, cyborgs, demonios y ninjas.

## Manga
Toshio Maeda es el autor de la serie de 6 volúmenes de cómics, fue publicado por LEED Publishing, entre 1989 y 1992 en Japón.

## Anime
La adaptación del Manga salió entre 1992 y el 2001 con 4 títulos y en un total de 14 episodios, dirigidos por Kan Fukumoto:
- Injuu Gakuen La Blue Girl - 4 episodios, 1992-93

- Shin Injuu Gakuen La Blue Girl - 2 episodios, 1993

- Lady Blue (Injuu Gakuen EX), - 4 episodios, 1994

- La Blue Girl Returns (Injuu Gakuen Fukkatsu) - 4 episodes, 2001

## Películas en imagen real
Tres películas de La Blue Girl han sido rodadas en imagen real, todas basadas en el manga y en el anime. Fueron lanzadas en Japón, distribuidas entre 1994 y 1996 por Media Blaster, con una duración aproximada de unos 73 minutos cada una y una dirección asegurada por Yô Kobayashi y Kaoru Kuramoto.
- La Blue Girl - Vol. 1 - Revenge Of The Sex Demon King (título en USA). Injû gakuen: Shikima-kai no gyakushû (título en Japón).

- La Blue Girl - Vol. 2 - Birth of the Demon Child (título en USA). Injû gakuen EX 1: Hatsukoi uchi shikima hen (título en Japón)

- La Blue Girl - Vol. 3 - Lady Ninja (título en USA). Injû gakuen EX 2: Yôren jubaku hen (título en Japón).

### Reparto
- Saya Hidaka: Miko Mido

- Megumi Takahashi: Miyu Bido

- Junko Asamiya: Misaki Yoshida

- Momoko Nishida: Shizuka Mizusawa.

## Videojuegos
Se lanzó un videojuego basado en el primer volumen del manga y el primer OVA para NEC PC-9801 y FM-Towns, y posee un diseño de personajes diferente, la versión para Windows es más fiel al diseño del anime y está basado en el OVA La Blue Girl EX OVA.